# HD49023
HD49023 — хімічно пекулярна зоря спектрального класу B9, що має видиму зоряну величину в смузі V приблизно  8,4.
Вона  розташована на відстані близько 8583,1 світлових років від Сонця.

## Пекулярний хімічний вміст
Зоряна атмосфера HD49023 має підвищений вміст 
Hg
.